# 二ッ箭山
二ッ箭山（ふたつやさん、二ツ箭山）は、福島県いわき市にある山。四等三角点「二ツ箭山」が設置されており、その標高は709.34メートル。国土地理院の地図では709.2メートルと記載され、資料により709.7メートル、710メートルと記載される。東北百名山やうつくしま百名山に選定されている。
「男体山」・「女体山」という2つの岩峰をもつ。「男岩」・「女岩」とも。「箭」は「矢竹」を意味する漢字で、2峰を天に向かってそびえる2矢に見立てたのが山名の由来となっている。
弓の名手が2矢をもって暴れる赤いイノシシを仕留めたとの逸話がある。修験道の霊峰として開かれ、船乗りからの信仰も篤い。